# Аззедін Унахі
Аззедін Унахі (араб. عز الدين أوناحي, нар. 19 квітня 2000, Касабланка) — марокканський футболіст, півзахисник грецького «Панатінаїкоса» і національної збірної Марокко.

## Клубна кар'єра
Починав грати у футбол у Франції у складі команд п'ятого за силою дивізіону.
Провівши сезон 2020/21 в команді «Авранш» з Національного чемпіонату, третього французького дивізіону, отримав запрошення до вищолігового «Анже», де відразу став активно залучатися до ігор головної команди клубу.

## Виступи за збірні
Протягом 2018–2021 років залучався до складу молодіжної збірної Марокко. На молодіжному рівні зіграв у 2 офіційних матчах, забив 1 гол.
2021 року, не маючи досвіду виступів за національну збірну Марокко, був включений до її заявки на тогорічний Кубок африканських націй в Камеруні, що фактично проходив на початку 2022 року. В іграх континентальної першості і дебютував в офіційних іграх за головну збірну Марокко. Згодом мав постійну практику у збірній і поїхав у її складі на чемпіонат світу 2022 до Катару.

## Статистика виступів

### Статистика клубних виступів
Станом на 29 березня 2022
| Сезон             | Команда           | Чемпіонат         | Чемпіонат | Чемпіонат | Національний кубок | Національний кубок | Національний кубок | Континентальні кубки | Континентальні кубки | Континентальні кубки | Інші змагання | Інші змагання | Інші змагання | Усього | Усього |
| Сезон             | Команда           | Ліга              | Ігор      | Голів     | Ліга               | Ігор               | Голів              | Ліга                 | Ігор                 | Голів                | Ліга          | Ігор          | Голів         | Ігор   | Голів  |
| ----------------- | ----------------- | ----------------- | --------- | --------- | ------------------ | ------------------ | ------------------ | -------------------- | -------------------- | -------------------- | ------------- | ------------- | ------------- | ------ | ------ |
| 2018–19           | «Страсбур-2»      | НЧ3               | 20        | 0         |                    | -                  | -                  |                      | -                    | -                    |               | -             | -             | 20     | 0      |
| 2019–20           | «Страсбур-2»      | НЧ3               | 15        | 1         |                    | -                  | -                  |                      | -                    | -                    |               | -             | -             | 15     | 1      |
| 2020–21           | «Авранш-2»        | НЧ3               | 2         | 1         |                    | -                  | -                  |                      | -                    | -                    |               | -             | -             | 2      | 1      |
| 2020–21           | «Авранш»          | НЧ                | 27        | 5         | КФ                 | 1                  | 0                  |                      | -                    | -                    |               | -             | -             | 28     | 5      |
| 2021–22           | «Анже»            | Л1                | 23        | 2         | КФ                 | 1                  | 0                  |                      | -                    | -                    |               | -             | -             | 24     | 2      |
| Усього за кар'єру | Усього за кар'єру | Усього за кар'єру | 87        | 9         |                    | 2                  | 0                  |                      | -                    | -                    |               | -             | -             | 89     | 9      |